# Nagi (Giappone)
Nagi (奈義町?) è una cittadina giapponese della prefettura di Okayama. Vi si trova il Museo d'arte contemporanea di Nagi.